# 三津寺荘
三津寺荘（みつでらのしょう）は、摂津国西成郡（現在の大阪府大阪市中央区）にあった荘園。ただし、戦国時代後期には欠郡所属となり、元和年間には東成郡に移された。

## 概要
石清水八幡宮領として成立しており、付近にある御津宮との関連性も指摘されている。承久2年（1220年）に石清水八幡宮検校であった祐清が壇殿女房と称する女性に充てた譲状の中に「摂津国三津寺」の地名が登場する。応永22年（1415年）に作成された「摂津国三津寺荘田畠注進」や同時期とみられる年月不詳の「三津寺荘公事物注帳」（ともに『石清水文書』）から、同荘に早田・晩田・灯油屋敷・蔬菜畠の存在、更に鯛などの魚類が公事として徴収されていた事実が確認でき、小規模ながらも海に近く交通の便も良い同荘の豊かぶりを窺うことができる。戦国時代には河内畠山氏の勢力がこの地にも及び、天文年間と推定される書状には、高屋城の畠山氏重臣吉益匡弼から三津寺荘に人夫が課され、これに石清水八幡宮側が反発する遣り取りを記されている。豊臣政権下では大坂城に近いこともあり、直轄地化されて「三津寺村」と称せられる。大坂の陣後の大坂市街地拡張の影響で元和6年（1620年）秋に大坂市中に編入された。

## 主要参考文献
- 海老名尚『三津寺荘』（『国史大辞典 15』（吉川弘文館、1996年） ISBN 978-4-642-00515-9）
- 『日本歴史地名大系 28 大阪府の地名Ⅰ』（平凡社、1986年） ISBN 978-4-582-49028-2 「三津寺荘」「三津寺村」